# Lisa Marie Newmyer
Lisa Marie Newmyer (27 de agosto de 1968) es una actriz estadounidense que inició su carrera a mediados de la década de 1990.

## Trayectoria
Newmyer comenzó su carrera en 1994 en la película The Texas Chainsaw Massacre: The Next Generation interpretando a Heather, junto a Renée Zellweger y Matthew McConaughey. El mismo año trabajo en la película The House on Todville Road. También ha participado en cuatro episodios de la serie de televisión Austin Stories. 
Su última aparición en la televisión fue en 2008, actuando en Friday Night Lights.

## Filmografía
- 1994: The Texas Chainsaw Massacre: The Next Generation - Heather
- 1994: The House on Todville Road - Sarah Todville
- 1997 - 1998: Austin Stories - Mona ; 4 episodios
- 1999: Crosswalk - Celia Moss ; cortometraje
- 2003: Rolling Kansas - Satin
- 2004: Sak 600 - enfermera Allie ; cortometraje
- 2005: Sin City - Tammy
- 2006: Una mirada en la oscuridad - Connie
- 2008: Friday Night Lights - Ali ; 1 episodio